# Stvari (album)
Stvari je naziv drugog albuma grupe Djeca.

## Popis pjesama
1. Odrastanje
2. Puno ili sve
3. Možda
4. Tomislav Ladan
5. Pomoćni kotači
6. Krevet, kauč, frižider
7. Gledam ljubav
8. Plemenita igra
9. Rt dobre nade
10. Sve o čemu sanjam
11. Dobra vijest
12. Veliki bijeg